# Грязнова, Людмила Николаевна
Людми́ла Никола́евна Грязно́ва (бел. Людміла Мікалаеўна Гразнова, в девичестве Прокопенко; род. 8 июня 1953, Дзержинск, Минская область, БССР) — белорусский государственный и политический деятель, экономист, правозащитник.

## Биография
Жила с родителями в деревне Путчина, Фаниполе Дзержинского района, Плещеницах и Старобине. Отец, Николай Фёдорович Прокопенко, был первым секретарём Старобинского райкома партии. Окончила Белорусский государственный университет по специальности «политэкономия» (1975), аспирантуру БГУ по специальности «политэкономия социализма» (1978), с 1978 по 1995 год преподаватель политической экономии, доцент, докторант кафедры политэкономии БГУ. В 1981 году защитила диссертацию на соискание звания кандидата экономических наук по теме «Обобществление труда как фактор совершенствования структуры социалистического производственного коллектива». В 1992 году избрана заместителем председателя Объединённой демократической партии. После объединения последней с гражданской партией в 1995 году стала членом политсовета объединённой партии. Депутат Верховного Совета Республики Беларусь 13-го созыва, заместитель председателя комиссии по бюджету и налогам. Член оргкомитета гражднаской инициативы «Хартия’97». В 2003 году избрана председателем общественного объединения «Правозащитный альянс». В 2004—2008 гг. заместитель председателя Объединённой гражданской партии. Баллотировалась в Палату представителей Национального собрания Белоруссии в 2004 и в 2008 годах. Автор и редактор учебных пособий, многочисленных научных и публицистических статей. Разведена, имеет дочь.